# Phylica cryptandroides
Phylica cryptandroides är en brakvedsväxtart som beskrevs av Otto Wilhelm Sonder. Phylica cryptandroides ingår i släktet Phylica och familjen brakvedsväxter. Inga underarter finns listade i Catalogue of Life.